# 中国医药教育协会临床合理用药专业委员会
中国医药教育协会临床合理用药专业委员会（简称：临床合理用药专业委员会），隶属于中国医药教育协会下的国家二级协会，是由临床与药学专家组成的专业团队，于2013年4月正式启动组建工作。
临床合理用药是当今临床药学界共同面对的重大课题，其综合了当代医学、药学、管理学等相关知识。专委会一中国医药教育协会的章程和宗旨为指导，依托《临床合理用药杂志》的媒体资源，致力于传播合理用药知识，交流合理用药经验，提高合理用药理论和实践，从而推动人类健康事业的发展。
委员会有中国医药教育协会法人代表、会长、解放军302医院药学部药理研究室主任、教授、博导、军事医药教育委员会主任委员黄正明兼任主任，由常务副主任、秘书长、副秘书长及常务委员组成领导机构，秘书处负责专委会的日常工作。
委员会日常工作有以下内容：
1. 接受业务主管单位、政府有关部门委托的临床合理用药专业教育、培训任务以及课题研究任务。
2. 定期组织相关学术活动，推广临床合理用药改革的成果和经验。
3. 与高等医学院校和医药企事业单位合作，成立“中国医药教育协会临床合理用药培训基地”。
4. 组织出版大型国家级重点图书。
5. 开展与国际间及港澳台地区的学术交流与合作。
6. 协助委员及委员单位申报完成国家课题科研项目。
7. 为委员会及委员单位提供官方网站和国家广播电视等媒体宣传。
8. 委委员及委员单位提供科研设计指导、科研成果查新服务、论文写作指导。

## 外部連結
- 中国医药教育协会临床合理用药专业委员会（页面存档备份，存于）